# Cleidochasmatidae
Cleidochasmatidae zijn een familie van mosdiertjes uit de orde Cheilostomatida en de klasse van de Gymnolaemata.

## Geslachten
De volgende geslachten zijn bij de familie ingedeeld:
- Anchicleidochasma Soule, Soule & Chaney, 1991
- Calyptooecia Winston, 1984
- Characodoma Maplestone, 1900
- Cleidochasmidra Ünsal & d'Hondt, 1979
- Fedorella Silén, 1947
- Gemelliporina Bassler, 1936
- Yrbozoon Gordon, 1989

Niet geaccepteerd geslacht:
- Cleidochasma Harmer, 1957 → Characodoma Maplestone, 1900